# Exorista procax
Exorista procax är en tvåvingeart som först beskrevs av Robineau-desvoidy 1863.  Exorista procax ingår i släktet Exorista och familjen parasitflugor.
Artens utbredningsområde är Frankrike. Inga underarter finns listade i Catalogue of Life.